# High and Dry
Pour les articles homonymes, voir High and Dry (homonymie).
Singles de Radiohead
My Iron Lung
(1994) Fake Plastic Trees
(1995)
High and Dry est le nom du premier single de l'album de Radiohead, The Bends. Il est sorti sous la forme d'un double CD s'ouvrant sur la chanson Planet Telex. Le 5 mars 1995 marque sa date de sortie au Royaume-Uni et il se plaça très vite à la 17e place dans les singles charts anglais.
Le clip décrit la clientèle d'un restaurant qui va et vient. Les membres de Radiohead y sont figurants.

## Titres

### CD 1
1. High & Dry - 4:17
2. Planet Telex - 4:18
3. Maquiladora - 3:27
4. Planet Telex (Hexidecimal Mix) - 6:44

### CD 2
1. High & Dry - 4:17
2. Planet Telex - 4:18
3. Killer Cars - 3:02
4. Planet Telex (L.F.O. JD Mix) - 4:40